# Valerij Abiszalovics Gergijev
Valerij Abiszalovics Gergijev (oroszul Валерий Абисалович Гергиев, Moszkva, 1953. május 2. –) oszét származású orosz karmester. A szentpétervári Mariinszkij Színház igazgatója és művészeti vezetője,  a szentpétervári Fehér Éjszakák Fesztivál művészeti vezetője.

## Élete
Gergijev Moszkvában született oszét családban, apja Abiszal Zaurbekovics Gergijev, anyja Valeria Tamara Tyimofejevna Lagkujeva (Tatarkanovna), két lánytestvére van. Vlagyikavkazban (akkori nevén Ordzsonikidze) nőtt fel, ott járt a Csajkovszkijról elnevezett zeneiskolába, ahol Zarema Lolajeva irányításával zongorázni tanult. 1968-tól 1972-ig a helyi Ordzsonikidze Művészeti Iskolában (ma Valerij Gergijev Művészeti Iskola) tanult tovább, de a zongora mellett Anatolij Briszkinnél karmesteri tanulmányokat is folytatott. Gergijev apja a fiú 14 éves korában szívrohamban, 49 évesen elhunyt. 1972-ben a leningrádi Rimszkij-Korszakov Konzervatóriumban folytatta zenei tanulmányait Ilja Muszin karmesternél. Még tanulmányai alatt, 1976-ban megnyerte a moszkvai karmesterversenyt és ugyanabban az évben a berlini Herbert von Karajan karmesterversenyt is (mindkét esetben második helyezettként, az első díjat nem adták ki).
1977-ben fejezte be zenei tanulmányait, és a Kirov Színházban Jurij Tyemirkanov vezető karmester asszisztense lett. 1978-ban mutatkozott be karmesterként, Prokofjev Háború és béke című operáját vezényelve. 1981 és 1985 (vagy 1986) között vezette az Örmény Állami Szimfonikus Zenekart, miközben dirigálta a vezető szovjet zenekarokat is. 1988-ban, miután Tyemirkanov a Leningrádi Filharmonikus Zenekarhoz távozott, Gergijev fölényesen megnyert pályázat révén a Kirov Színház (1992-ben kapta az Állami Akadémiai Mariinszkij Színház nevet) igazgatója lett (pályázott még Mariss Jansons, Dmitrij Kitajenko és Gennagyij Rozsgyesztvenszkij is). A leningrádi színházban már első évében tematikus fesztivált hirdetett meg: először Muszorgszkij operáiból szervezett előadássorozatot, majd a következő években Csajkovszkij, Prokofjev és Rimszkij-Korszakov következett. Az orosz szerzők művei mellett egyik nagy vállalkozása volt 2003-ban Wagner Nibelung gyűrűje operatetralógiájának német nyelvű bemutatása.
Határozott egyéniségével, néha diktatórikusnak mondott munkastílusával a Mariinszkij zenekarát a világ egyik legjobb zenekarává tette, a színházat pedig a világ vezető operaházai közé emelte, és Oroszországon kívül is sikerrel szerepeltette.
1985-ben mutatkozott be külföldön: Jevgenyij Kiszin zongoraművésszel, Makszim Vengerov és Vagyim Repin hegedűművészekkel szerepelt a Lichfieldi Fesztiválon, majd nyugati fellépései az 1990-es évek elején indultak be. 1991-ben például a müncheni Bajor Állami Operaházban Muszorgszkij Borisz Godunovját mutatta be, Johannes Schaaf rendezésében. Ugyanebben az évben mutatkozott be Amerikában, a San Franciscó-i Opera Háború és béke előadásával. 1992-ben a Metropolitan Operában vezényelte Verdi Otellóját (itt 1997-ben az ő számára hozták létre az állandó vendégkarmesteri címet). A következő időben dirigálta a világ legjobb filharmonikus zenekarainak nagy részét (Los Angeles-i Filharmonikus Zenekar, San Franciscó-i Filharmonikus Zenekar, amszterdami Concertgebouw zenekara, Londoni Filharmonikus Zenekar, római Santa Cecilia Akadémia Zenekara, Bostoni Szimfonikus Zenekar, Chicagói Szimfonikus Zenekar, Clevelandi Szimfonikus Zenekar, Londoni Szimfonikus Zenekar, Tokiói NHK Szimfonikus Zenekar, Berlini Filharmonikus Zenekar stb.). 1995 és 2008 között a Rotterdami Filharmonikusok állandó vendégkarmestere, 2007 és 2015 között a Londoni Szimfonikus Zenekar vezető karmestere volt. 2015-ben a Müncheni Filharmonikusok vezetője lett. 2016 májusában, „Imádkozzatok Palmüráért – A zene életre kelti az ősi romokat” címmel hangversenyt adott a Mariinszkij Színház zenekarával az Iszlám Államtól (ideiglenesen) visszafoglalt Palmüra amfiteátrumában.
1993-ban a Nemzetközi Klasszikus Zenei Díj nevű szervezet Gergijevet az Egyesült Királyságban az év karmesterének nyilvánította. Gergijev napjaink egyik legkeresettebb, legjelentősebb karmestere. „Valerij Gergijev vitathatatlanul korunk egyik legfontosabb, legbefolyásosabb és leghatékonyabb karmestere” – mondta róla Hans-Georg Küppers müncheni kulturális tanácsadó, a Müncheni Filharmonikusok vezető karmesterévé kinevezésekor.
2005-ben a Svéd Rádió Szimfonikus Zenekara tiszteletbeli karmestere lett, majd a következő évben elnyerte Stockholmban a Polar Music Díjat. 2001-ben tiszteletbeli doktor lett a Szentpétervári Állami Egyetemen, 2010 áprilisában pedig dékánná választották. 2010-ben a Time magazin a 100 legbefolyásosabb ember között szerepeltette.
Támogatja a fiatal művészek pályakezdését, ő fedezte fel Anna Nyetrebkót, segítette többek között Olga Borogyina és Dmitrij Hvorosztovszkij karrierjét. Erre a célra (is) 2003-ban saját jótékonysági alapítványt hozott létre.
Mihail Misusztyin miniszterelnök 2023. december 1-jén kelt rendeletével kinevezte a Moszkvai Nagyszínház igazgatójának. Továbbra is művészeti vezetője maradt a Mariinszkij Színháznak.

## Magánélete
Két lánytestvére közül Larisza Abiszalovna Gergijeva zongoraművész, Oroszország és Ukrajna népművésze, a Mariinszkij Színház Fiatal Énekesek Akadémiájának művészeti igazgatója, Szvetlana pedig bátyja személyi asszisztense. 1999-ben feleségül vette az akkor 19 éves Natalja Dzsebiszovát, gyermekeik Abiszal (2000), Valerij (2001) és Tamara (2003). Gergijev egy korábbi, Lena Osztovics filológusnővel – aki a leningrádi konzervatóriumban dolgozott – folytatott kapcsolatából született 1985-ben Natasa nevű lánya.
Valerij Gergijev pénzügyileg is rendkívül sikeres, 2012-ben a Forbes című üzleti magazin szerint a legsikeresebb orosz zenész volt, az azóta eltelt években is Oroszország leggazdagabb és legbefolyásosabb kulturális személyisége. 2022-ben Alekszej Navalnij, orosz ellenzéki vezető, videón foglalta össze Gergijev politikai szerepvállalását, és mutatta be hatalmas gazdagságát, beleértve számos ingatlant Olaszországban, az Egyesült Államokban és Oroszországban. Vagyonának jelentős része azonban Yoko Nagae Ceschina, egy japán származású, olasz milliárdos özvegyétől származik, aki korábban is nagy összegekkel támogatta Gergijevet és a Mariinszkij Színházat.
Nagy futballrajongó, támogatja a szentpétervári Zenyit és a vlagyikavkazi Alanyija labdarúgóklubot.

## A politikában
Politikai okok miatt – külföldön – néha tiltakozások és demonstrációk céltáblájává válik. Ennek oka a Putyinhoz fűződő szorosabb kapcsolata és politikájának támogatása. Gergijev 2012-ben részt vett Putyin harmadik elnökválasztási kampányában. Ugyanebben az évben a Putyin-adminisztráció mellé állt a Pussy Riot együttes ellen. 2013-ban a Metropolitan Operában és a Carnegie Hallban, majd Londonban is LMBT aktivisták léptek fel a Putyin-féle. és a Gergijev által is támogatott melegellenes lépéseket Oroszországban. Gergijev nyilatkozatban tagadta a vádakat:  „Helytelen azt sugallni, hogy valaha is támogattam a melegellenes jogszabályokat, és minden munkám során minden ember számára egyenlő jogokat tartottam fenn.” 2014-ben több orosz művész és kulturális szereplő mellett Gergijev is aláírt egy nyílt levelet, melyben támogatták a Krím félszigetnek az Orosz Konföderációhoz való csatolását. Emiatt éles kritikák érik. Gergijev szerint nem írta alá a levelet. Gidon Kremer, Martha Argerich és Daniel Barenboim közös koncerttel demonstrált ellene.
A 2022-es ukrajnai orosz inváziót követően a Rotterdami Filharmonikus Zenekar bejelentette, hogy nem szerepelteti Gergijevet szeptemberi fesztiválján, ha nem hagyja abba Putyin támogatását. A milánói Scala is levelet küldött neki, amelyben arra kérte, hogy nyilvánítsa ki támogatását a békés ukrajnai megoldás mellett. A New York-i Carnegie Hall bejelentette, hogy lemondta a Mariinszkij Színházi Zenekar két májusi előadását, amelyeket Gergijev vezényelt volna, és a Bécsi Filharmonikusok is lemondták a Gergijevvel tervezett ötkoncertes amerikai turnét. 2022. március 1-jén Dieter Reiter, München polgármestere bejelentette Gergijev elbocsátását a Müncheni Filharmonikusok éléről.

## Felvételei
Gergijev rengeteg hang- és videófelvételt készít, kiemelten foglalkozik az orosz-szovjet zeneszerzők műveinek feldolgozásával. Rögzítette Muszorgszkij majd minden operáját, Prokofjev minden szimfóniáját, zongora- és hegedűversenyét, több operáját, Csajkovszkij szinte teljes életművét, Sosztakovics minden versenyművét, szimfóniáját, Scsedrin szimfonikus műveit és operáit. Emellett felvételeket készített – többek között – Bartók, Borogyin, Brahms, Debussy, Wagner, Verdi, Donizetti, Mahler (minden szimfóniája), Ravel, Rimszkij-Korszakov, Stravinsky műveiből. Hangversenyeinek zenei palettája ettől még szélesebb. 2009-ben létrehozta a Mariinszkij saját lemezkiadóját, így a zenekar saját maga határozhatta meg felvételi repertoárját.
* Listák a 2019 végi állapot szerint.

### Hangfelvételek
A táblázatban a Kirov Színház Zenekara szerepel mindaddig, amíg a lemezborítókon is ezt tüntették fel, annak ellenére, hogy az operaházat már 1992-ben Mariinszkijre nevezték vissza.

| Év   | Cím | Zenekar                                           | Kiadó                   |
| ---- | --- | ------------------------------------------------- | ----------------------- |
| 1977 | Muszorgszkij: Egy kiállítás képei; Éj a kopár hegyen (utóbbi Konsztantyin Szimeonov)                           | Kirov                                             | Leningrad Masters       |
| 1990 | Borogyin: 1. és 2. szimfónia                                                                                   | Rotterdami Filharmonikus Zenekar                  | Philips                 |
| 1991 | Prokofjev: Rómeó és Júlia                                                                                      | Kirov                                             | Philips                 |
| 1992 | Prokofjev: Rómeó és Júlia (áttekintés)                                                                         | Kirov                                             | Philips                 |
| 1992 | Muszorgszkij: Hovanscsina                                                                                      | Kirov                                             | Philips                 |
| 1992 | Mouszorgszkij: Hovanscsina                                                                                     | Kirov                                             | Decca                   |
| 1993 | Csajkovszkij: Csipkerózsika                                                                                    | Kirov                                             | Philips                 |
| 1993 | Csajkovszkij: A pikk dáma                                                                                      | Kirov                                             | Philips                 |
| 1993 | Rachmaninov: 2. zongoraverseny; Études-Tableaux (Jevgenyij Kiszin)                                             | Londoni Szimfonikus Zenekar                       | RCA Victor              |
| 1993 | Prokofjev: Háború és béke                                                                                      | Kirov                                             | Philips                 |
| 1993 | Csajkovszkij: 1812 nyitány; Borogyin: Polovec táncok                                                           | Kirov                                             | Philips                 |
| 1994 | A halál dalai és táncai (Dmitrij Hvorosztovszkij)                                                              | Kirov                                             | Philips                 |
| 1994 | Csajkovszkij: Csipkerózsika (áttekintés)                                                                       | Kirov                                             | Philips                 |
| 1994 | Rachmaninov: 2. szimfónia                                                                                      | Kirov                                             | Philips                 |
| 1994 | Csajkovszkij: Olasz capriccio                                                                                  | Kirov                                             | Philips                 |
| 1994 | Csajkovszkij: Olasz capriccio (A Russian Spectacular)                                                          | Kirov                                             | Philips                 |
| 1995 | Russian Spectacular (válogatás)                                                                                | Kirov                                             | Philips                 |
| 1995 | Rimszkij-Korszakov: Szadko                                                                                     | Kirov                                             | Philips                 |
| 1995 | Prokofjev: A tüzes angyal                                                                                      | Kirov                                             | Philips                 |
| 1995 | Massenet: Hérodiade                                                                                            | San Francisco-i Opera Zenekara                    | Sony                    |
| 1995 | Borogyin: Igor herceg                                                                                          | Kirov                                             | Philips                 |
| 1995 | Szkrjabin: 3. szimfónia                                                                                        | Leningrádi Filharmonikus Zenekar                  | Leningrad Masters       |
| 1996 | Sosztakovics: 8. szimfónia                                                                                     | Kirov                                             | Philips                 |
| 1996 | Galina Gorcsakova: Verdi- és Csajkovszkij-áriák                                                                | Kirov                                             | Philips                 |
| 1996 | Csajkovszkij: Jolanta                                                                                          | Kirov                                             | Philips                 |
| 1996 | Massenet: Hérodiade (áttekintés)                                                                               | San Francisco-i Opera Zenekara                    | Sony                    |
| 1997 | Glinka: Ruszlán és Ludmilla                                                                                    | Kirov                                             | Philips                 |
| 1997 | Verdi: A végzet hatalma                                                                                        | Kirov                                             | Philips                 |
| 1997 | Rimszkij-Korszakov: A pszkovi lány                                                                             | Kirov                                             | Philips                 |
| 1998 | Prokofjev: Rettegett Iván                                                                                      | Rotterdami Filharmonikus Zenekar                  | Philips                 |
| 1998 | Prokofjev: Eljegyzés a kolostorban                                                                             | Kirov                                             | Philips                 |
| 1998 | Csajkovszkij: Mazeppa                                                                                          | Kirov                                             | Philips                 |
| 1998 | Stravinsky: Tűzmadár; Szkrjabin: Prometheus                                                                    | Kirov                                             | Philips                 |
| 1998 | Csajkovszkij: A diótörő                                                                                        | Kirov                                             | Philips                 |
| 1998 | Mouszorgszkij: Borisz Godounov (két teljes változat)                                                           | Kirov                                             | Philips                 |
| 1999 | Csajkovszkij: 5. szimfónia                                                                                     | Bécsi Filharmonikusok                             | Philips                 |
| 1999 | Prokofjev: A játékos                                                                                           | Kirov                                             | Philips                 |
| 1999 | Rimszkij-Korszakov: Legenda a láthatatlan Kityez városáról                                                     | Kirov                                             | Philips                 |
| 1999 | Rimszkij-Korszakov: A halhatatlan Kascsej                                                                      | Kirov                                             | Philips                 |
| 1999 | Rimszkij-Korszakov: Cári menyasszony                                                                           | Kirov                                             | Philips                 |
| 2000 | Csajkovszkij: 6., „Patetikus” szimfónia; Rómeó és Júlia nyitányfantázia                                        | Kirov                                             | Philips                 |
| 2000 | Prokofjev: Szemjon Kotko                                                                                       | Kirov                                             | Philips                 |
| 2000 | Grieg és Chopin: Zongoraversenyek (Jean-Yves Thibaudet)                                                        | Rotterdami Filharmonikus Zenekar                  | Decca                   |
| 2001 | Prokofjev: A három narancs szerelmese                                                                          | Kirov                                             | Philips                 |
| 2001 | Szofija Gubajgyulina: János-passió                                                                             | Szentpétervári Zenekar                            | Hänssler                |
| 2001 | Stravinsky: Tavaszi áldozat; Szkrjabin: The Poem of Ecstasy                                                    | Kirov                                             | Philips                 |
| 2002 | Kancselij: Styx; Gubajgyulina: Brácsaverseny (Yurij Basmet)                                                    | Kirov                                             | Deutsche Grammophon     |
| 2002 | Rimszkij-Korszakov: Seherazáde                                                                                 | Kirov                                             | Philips                 |
| 2002 | Mouszorgszkij: Egy kiállítás képei; Éj a kopár hegyen                                                          | Bécsi Filharmonikusok                             | Philips                 |
| 2003 | Csajkovszkij, Mjaszkovszkij: Hegedűversenyek (Vagyim Repin)                                                    | Kirov                                             | Philips                 |
| 2003 | Prokofjev: Szkíta szvit; Alekszandr Nyevszkij                                                                  | Kirov                                             | Philips                 |
| 2003 | Sosztakovics: 7., „Leningrád” szimfónia                                                                        | Kirov                                             | Decca                   |
| 2003 | Verdi: Requiem                                                                                                 | Kirov                                             | Philips                 |
| 2003 | Berlioz: Fantasztikus szimfónia; Kleopátra halála                                                              | Bécsi Filharmonikusok                             | Philips                 |
| 2003 | Csajkovszkij: 6., „Patetikus” szimfónia; Szkrjabin: Prometheus (DVD Audio)                                     | Kirov                                             | Philips                 |
| 2004 | Sosztakovics: 5. és 9. szimfónia                                                                               | Kirov                                             | Philips                 |
| 2004 | Sosztakovics: 4. szimfónia                                                                                     | Kirov                                             | Philips                 |
| 2005 | Rachmaninov: 2. zongoraverseny; Paganini-rapszódia (Lang Lang)                                                 | Kirov                                             | Deutsche Grammophon     |
| 2005 | Sosztakovics: 4–9., „Háború” szimfóniák                                                                        | Kirov                                             | Philips/Universal       |
| 2005 | Csajkovszkij: 4., 5. és 6. szimfónia                                                                           | Bécsi Filharmonikusok                             | Philips                 |
| 2005 | World Orchestra for Peace: Az első tíz év, 1995–2005 (Solti Györggyel)                                         | World Orchestra for Peace                         | Philips                 |
| 2006 | Prokofjev minden szimfóniája                                                                                   | Londoni Szimfonikus Zenekar                       | Philips                 |
| 2006 | The Art of Valery Gergiev: Maestro                                                                             | Kirov stb.                                        | Decca                   |
| 2006 | Homage: The Age of the Diva (Renée Fleming)                                                                    | Mariinszkij                                       | Decca                   |
| 2006 | Orosz album (Anna Nyetrebko)                                                                                   | Mariinszkij                                       | Deutsche Grammophon     |
| 2007 | Csajkovszkij: Hattyúk tava                                                                                     | Mariinszkij                                       | Decca                   |
| 2007 | Csajkovszkij: Hattyúk tava (áttekintés)                                                                        | Mariinszkij                                       | Decca                   |
| 2008 | Mahler: 1. szimfónia                                                                                           | Londoni Szimfonikus Zenekar                       | LSO                     |
| 2008 | Mahler: 3. szimfónia                                                                                           | Londoni Szimfonikus Zenekar                       | LSO                     |
| 2008 | Mahler: 6. szimfónia                                                                                           | Londoni Szimfonikus Zenekar                       | LSO                     |
| 2008 | Mahler: 7. szimfónia                                                                                           | Londoni Szimfonikus Zenekar                       | LSO                     |
| 2009 | Brahms, Korngold: Hegedűversenyek (Nikolaj Znaider)                                                            | Bécsi Filharmonikusok                             | RCA                     |
| 2009 | Mahler: 8. szimfónia                                                                                           | Londoni Szimfonikus Zenekar                       | LSO                     |
| 1009 | Sosztakovics: Az orr                                                                                           | Mariinszkij                                       | Mariinsky               |
| 2009 | Sosztakovics: 1. és 15. szimfónia                                                                              | Mariinszkij                                       | Mariinsky               |
| 2009 | Csajkovszkij: 1812 nyitány; Moszkva kantáta; Szláv induló                                                      | Mariinszkij                                       | Mariinsky               |
| 2009 | Bartók: A kékszakállú herceg vára (Jelena Zsidkova, Willard White; hibrid SACD]                                | Londoni Szimfonikus Zenekar                       | LSO                     |
| 2010 | Rachmaninov: 3. zongoraverseny; Rapszódia egy Paganini-témára (Gyenyisz Macujev)                               | Mariinszkij                                       | Mariinsky               |
| 2010 | Csajkovszkij: Változatok egy rokokó témára; Prokofjev: Sinfonia concertante (Gautier Capuçon)                  | Mariinszkij                                       | EMI/Erato/Virgin        |
| 2010 | Bach: Hegedűversenyek, BWV1041, BWV1042; Gubajgyulina: Hegedűverseny „In tempus praesens” (Anne-Sophie Mutter) | Trondheimi Szólisták, Londoni Szimfonikus Zenekar | Deutsche Grammophon     |
| 2010 | Scsedrin: Az elvarázsolt vándor                                                                                | Mariinszkij                                       | Mariinsky               |
| 2010 | Stravinsky: Oedipus rex; Menyegző                                                                              | Mariinszkij                                       | Mariinsky               |
| 2010 | Wagner: Parsifal                                                                                               | Mariinszkij                                       | Mariinsky               |
| 2010 | Sosztakovics: 2. és 11. szimfónia                                                                              | Mariinszkij                                       | Mariinsky               |
| 2011 | Mahler: 5. szimfónia                                                                                           | Londoni Szimfonikus Zenekar                       | LSO                     |
| 2011 | Rimszkij-Korszakov 5 operája                                                                                   | Mariinszkij                                       | Decca                   |
| 2011 | Debussy: A tenger; Játékok                                                                                     | Londoni Szimfonikus Zenekar                       | LSO                     |
| 2011 | Sosztakovics: 3. és 10. szimfónia                                                                              | Mariinszkij                                       | Mariinsky               |
| 2011 | Donizetti: Lammermoori Lucia                                                                                   | Mariinszkij                                       | Mariinsky               |
| 2011 | Summer Night Concert: Schönbrunn 2011                                                                          | Bécsi Filharmonikusok                             | Deutsche Grammophon     |
| 2011 | Liszt: My Piano Hero (Lang Lang)                                                                               | Bécsi Filharmonikusok                             | Sony                    |
| 2011 | Mahler: 9. szimfónia                                                                                           | Londoni Szimfonikus Zenekar                       | LSO                     |
| 2012 | Sosztakovics: 1. és 2. zongoraverseny; Scsedrin: 5. zongoraverseny (Gyenyisz Macujev)                          | Mariinszkij                                       | Mariinsky               |
| 2012 | Massenet: Don Quijote                                                                                          | Mariinszkij                                       | Mariinsky               |
| 2012 | Mussorgsky: Borisz Godunov                                                                                     | Mariinszkij                                       | Decca                   |
| 2012 | Rachmaninov: Szimfonikus táncok; Stravinsky: Szimfónia három tételben                                          | Londoni Szimfonikus Zenekar                       | LSO                     |
| 2012 | Richard Strauss: Elektra                                                                                       | Londoni Szimfonikus Zenekar                       | LSO                     |
| 2012 | Tolibhon Sahidi                                                                                                | Londoni Szimfonikus Zenekar                       | Melodiya                |
| 2012 | Csajkovszkij: 1. zongoraverseny (Danyiil Trifonov)                                                             | Mariinszkij                                       | Mariinsky               |
| 2012 | Csajkovszkij: 1–3. szimfónia                                                                                   | Londoni Szimfonikus Zenekar                       | LSO                     |
| 2012 | Mahler: 1–9. szimfónia                                                                                         | Londoni Szimfonikus Zenekar                       | LSO                     |
| 2012 | Sosztakovics: 7., „Leningrád” szimfónia                                                                        | Mariinszkij                                       | Mariinsky               |
| 2013 | Wagner: A walkür                                                                                               | Mariinszkij                                       | Mariinsky               |
| 2013 | Szymanowski: 1–2. szimfónia                                                                                    | Londoni Szimfonikus Zenekar                       | LSO                     |
| 2013 | Wagner: A Nibelung gyűrűje                                                                                     | Mariinszkij                                       | Mariinsky               |
| 2013 | Szymanowski: 3–4. szimfónia; Stabat Mater                                                                      | Londoni Szimfonikus Zenekar                       | LSO                     |
| 2013 | Brahms: 1–2. szimfónia; Tragikus nyitány; Változatok egy Haydn-témára                                          | Londoni Szimfonikus Zenekar                       | LSO                     |
| 2013 | Sosztakovics: 8. szimfónia                                                                                     | Mariinszkij                                       | Mariinsky               |
| 2014 | Prokofjev: 3 zongoraverseny; 5. szimfónia (Gyenyisz Macujev)                                                   | Mariinszkij                                       | Mariinsky               |
| 2014 | Brahms: Német requiem                                                                                          | Londoni Szimfonikus Zenekar                       | LSO                     |
| 2014 | Sosztakovics: 4., 5. és 6. szimfónia                                                                           | Mariinszkij                                       | Mariinsky               |
| 2014 | Brahms: 3–4. szimfónia                                                                                         | Londoni Szimfonikus Zenekar                       | LSO                     |
| 2014 | Berlioz: Fantasztikus szimfónia; Waverley nyitány                                                              | Londoni Szimfonikus Zenekar                       | LSO                     |
| 2014 | Borogyin: 1–2. szimfónia; Polovec táncok (Vladimir Ashkenazi)                                                  | ?                                                 | Decca/Eloquence         |
| 2015 | Berlioz: Harold Itáliában; Kleopátra halála                                                                    | Londoni Szimfonikus Zenekar                       | LPO/LSO                 |
| 2015 | Mussorgsky: Egy kiállítás képei; A halál dalai és táncai; Éj a kopár hegyen (Ferruccio Furlanetto)             | Mariinszkij                                       | Mariinsky               |
| 2015 | Scsedrin: The Left-Hander                                                                                      | Mariinszkij                                       | Mariinsky               |
| 2015 | Arif Melikov: A szerelem legendája                                                                             | Moszkvai Rádió Szimfonikus Zenekara               | Melodiya                |
| 2015 | Sosztakovics: 9. szimfónia; 1. hegedűverseny (Leonidasz Kavakosz)                                              | Mariinszkij                                       | Mariinsky               |
| 2015 | Rachmaninov: 1. zongoraverseny; Scsedrin: 2. zongoraverseny; Stravinsky: Capriccio (Gyenyisz Macujev)          | Mariinszkij                                       | Mariinsky               |
| 2015 | Rachmaninov: 3. szimfónia; Balakirev: Oroszország                                                              | Londoni Szimfonikus Zenekar                       | LSO                     |
| 2015 | Szkrjabin: 3. és 4. szimfónia                                                                                  | Londoni Szimfonikus Zenekar                       | LSO                     |
| 2015 | Sosztakovics: Csellóversenyek (Gautier Capuçon)                                                                | Mariinszkij                                       | Erato                   |
| 2016 | Prokofjev: 4., 6. és 7. szimfónia; 4. és 5. zongoraverseny (Szergej Babajan)                                   | Mariinszkij                                       | Mariinsky               |
| 2016 | Szkrjabin: 1. és 2. szimfónia                                                                                  | Londoni Szimfonikus Zenekar                       | LSO                     |
| 2016 | Berlioz: Rómeó és Júlia                                                                                        | Londoni Szimfonikus Zenekar                       | LSO                     |
| 2016 | Rachmaninov: 1. szimfónia; Balakirev: Tamara                                                                   | Londoni Szimfonikus Zenekar                       | LSO                     |
| 2016 | Stravinsky: Tűzmadár; Bartók: 3. zongoraverseny; Csodálatos mandarin szvit (Yefim Bronfman)                    | Londoni Szimfonikus Zenekar                       | LSO                     |
| 2016 | Csajkovszkij: 4. szimfónia; A diótörő                                                                          | Mariinszkij                                       | Mariinsky               |
| 2016 | Bruckner: 4., „Romantikus” szimfónia                                                                           | Müncheni Filharmonikusok                          | Münchner Philharmoniker |
| 2016 | Mahler: 2., „Feltámadás” szimfónia                                                                             | Müncheni Filharmonikusok                          | Münchner Philharmoniker |
| 2017 | Strauss: Don Juan; Hősi élet                                                                                   | Müncheni Filharmonikusok                          | Münchner Philharmoniker |
| 2017 | Stravinsky: Petruska; Jeu de cartes                                                                            | Mariinszkij                                       | Mariinsky               |
| 2017 | Mahler: 4. szimfónia                                                                                           | Müncheni Filharmonikusok                          | Münchner Philharmoniker |
| 2017 | Rachmaninov: 1. és 3. zongoraverseny; Rapszódia egy Paganini-témára (Gyenyisz Macujev)                         | Mariinszkij                                       | Mariinsky               |
| 2017 | Rachmaninov: 2. zongoraverseny; Prokofjev: 2. zongoraverseny (Gyenyisz Macujev)                                | Mariinszkij                                       | Mariinsky               |
| 2018 | Beltrami: Mathilde (filmzene)                                                                                  | Mariinszkij                                       | Quartet Records         |
| 2018 | Rachmaninov: 1–3. szimfónia; Szimfonikus táncok                                                                | Londoni Szimfonikus Zenekar                       | LSO                     |
| 2018 | Bruckner: 1. szimfónia                                                                                         | Müncheni Filharmonikusok                          | Münchner Philharmoniker |
| 2018 | Bruckner: 3. szimfónia                                                                                         | Müncheni Filharmonikusok                          | Münchner Philharmoniker |
| 2018 | Sommernachtskonzert (Summer Night Concert) 2018 (Anna Nyetrebko)                                               | Bécsi Filharmonikusok                             | Sony                    |
| 2018 | Csajkovszkij: Rokokó változatok                                                                                | Müncheni Filharmonikusok                          | Münchner Philharmoniker |
| 2018 | Sosztakovics: 4. szimfónia                                                                                     | Müncheni Filharmonikusok                          | Münchner Philharmoniker |
| 2018 | Stravinsky: Fúvósszimfóniák; Rimszkij-Korszakov: Seherazáde                                                    | Müncheni Filharmonikusok                          | Münchner Philharmoniker |
| 2019 | Csajkovszkij: 6. szimfónia                                                                                     | Mariinszkij                                       | Mariinsky               |
| 2019 | Bruckner: 2. szimfónia                                                                                         | Müncheni Filharmonikusok                          | Münchner Philharmoniker |
| 2019 | Bruckner: 8. szimfónia                                                                                         | Müncheni Filharmonikusok                          | Münchner Philharmoniker |
| 2019 | Bruckner: 9. szimfónia                                                                                         | Müncheni Filharmonikusok                          | Münchner Philharmoniker |
| 2019 | Csajkovszkij: 4. és 5. szimfónia                                                                               | Mariinszkij                                       | Mariinsky               |
| 2019 | Mahler: 8. szimfónia                                                                                           | Müncheni Filharmonikusok                          | Münchner Philharmoniker |
| 2020 | Rachmaninov: 3. zongoraverseny (Behzod Abdurajmov)                                                             | Amszterdami Concertgebouw Zenekara                | RCO                     |

### Videofelvételek
A felvételek VHS-re, DVD-re, illetve BluRayre készültek.
| Év   | Cím                                                                                          | Zenekar                              | Kiadó                 |
| ---- | -------------------------------------------------------------------------------------------- | ------------------------------------ | --------------------- |
| 1992 | Csajkovszkij: A diótörő                                                                      | Kirov balett és zenekar              | Sony                  |
| 1993 | Muszorgszkij: Borisz Godunov                                                                 | Kirov                                |                       |
| 1994 | Csajkovszkij: A pikk dáma                                                                    | Kirov                                | Philips               |
| 1994 | Muszorgszkij: Hovanscsina                                                                    | Kirov                                |                       |
| 1996 | Prokofjev: A tüzes angyal                                                                    | Kirov                                | Polygram              |
| 1998 | Verdi: A végzet hatalma                                                                      | Mariinszkij                          | Arthaus               |
| 2003 | Borogyin: Igor herceg                                                                        | Kirov                                | Philips               |
| 2007 | Opera Highlights Volume I (többen)                                                           | több                                 | Arthaus               |
| 2007 | Rossini: A reimsi utazás                                                                     | Mariinszkij                          | Opus Arte             |
| 2007 | Csajkovszkij: A diótörő                                                                      | Mariinszkij                          | Decca                 |
| 2007 | Csajkovszkij: Hattyúk tava                                                                   | Mariinszkij balett és zenekar        | Decca                 |
| 2007 | New Year's Eve in St. Petersburg                                                             | Mariinszkij balett és zenekar        | Belair Classiques     |
| 2007 | New Year's Concert at Mariinsky Theatre Concert Hall, St. Petersburg                         | Mariinszkij                          | Belair Classiques     |
| 2008 | Csajkovszkij: Anyegin                                                                        | Metropolitan                         | Decca                 |
| 2009 | Berlioz: Benvenuto Cellini                                                                   | Bécsi Filharmonikusok                | Naxos                 |
| 2010 | Muszorgszkij: Borisz Godunov                                                                 | Kirov                                | Philips               |
| 2010 | You Cannot Start Without Me: Valery Gergiev – Maestro                                        | Több zkr                             | Bel Air               |
| 2010 | Parsifal – The Search for the Grail                                                          | Mariinszkij                          | Tony Palmer Films     |
| 2010 | Brahms: Német requiem                                                                        | Rotterdami Filharmonikus Zenekar     | BIS                   |
| 2011 | Csajkovszkij: 4., 5. és 6. szimfónia                                                         | Mariinszkij                          | Mariinsky             |
| 2011 | Berlioz: A trójaiak                                                                          | Orquestra de la Comunitat Valenciana | C Major Entertainment |
| 2011 | Mahler: 4. és 5. szimfónia                                                                   | World Orchestra for Peace            | C Major Entertainment |
| 2011 | Valery Gergiev at the Abu Dhabi Festival                                                     | World Orchestra for Peace            | C Major Entertainment |
| 2012 | Salzburg Festival 2012: Opening Concert                                                      | Bécsi Filharmonikusok                | EuroArts              |
| 2012 | Csajkovszkij: A diótörő                                                                      | Mariinszkij balett és zenekar        | Warner Classics       |
| 2013 | Solti Centenary Concert                                                                      | World Orchestra for Peace            | ArtHaus Musik         |
| 2014 | Proms: The UNESCO Concert Peace                                                              | World Orchestra for Peace            | C Major Entertainment |
| 2014 | Prokofjev: Rómeó és Júlia                                                                    | Mariinszkij balett és zenekar        | Mariinsky             |
| 2015 | Ravel: Daphnis et Chloé                                                                      | Londoni Szimfonikus Zenekar          | LSO                   |
| 2015 | The Searchers of the Grail                                                                   | Kirov                                | Arthaus               |
| 2015 | Sosztakovics összes szimfóniája és versenyműve                                               | Mariinszkij                          | ArtHaus               |
| 2015 | Prokofjev: Hamupipőke                                                                        | Mariinszkij balett és zenekar        | Mariinsky             |
| 2015 | Gala Mariinsky II                                                                            | Mariinszkij                          | ArtHaus Musik         |
| 2016 | Sosztakovics: A „Háború” szimfóniák                                                          | Kirov                                | EuroArts              |
| 2016 | Stravinsky: Tavaszi áldozat; Tűzmadár                                                        | Mariinszkij                          | Bel Air               |
| 2016 | Live from the 2016 BBC Proms at the Royal Albert Hall (Behzod Abdurajmov, Alekszej Petrenko) | Müncheni Filharmonikusok             | Naxos                 |
| 2017 | Rimszkij-Korszakov: Az aranykakas                                                            | Mariinszkij                          | Mariinsky             |
| 2017 | Rimszkij-Korszakov: Mese Szaltán cárról                                                      | Mariinszkij                          | Mariinsky             |
| 2018 | Sommernachtskonzert (Summer Night Concert) 2018                                              | Bécsi Filharmonikusok                | Sony                  |
| 2018 | Prokofjev összes szimfóniája és versenyműve                                                  | Mariinszkij                          | Arthaus               |
| 2018 | Gergiev At the Proms                                                                         | Müncheni Filharmonikusok             | Naxos                 |
|      | Verdi: Attila                                                                                | Mariinszkij                          | Mariinsky             |
|      | A Tribute to Krzysztof Penderecki (+Charles Dutoit, Krzysztof Urbański)                      | ?                                    | Accentus              |
|      | Scsedrin: The Left-Hander                                                                    | Mariinszkij                          | Mariinsky             |
|      | In Rehearsal & Performance, Vol. 2 (többen)                                                  | több                                 | EuroArts              |
|      | Nobuyuki Tsujii at White Nights                                                              | Mariinszkij                          | EuroArts              |
|      | Strauss: Az árnyék nélküli asszony                                                           | Mariinszkij                          | Mariinsky             |
|      | Stravinsky: Tűzmadár                                                                         | Mariinszkij                          | Euroarts              |
|      | Prokofjev: Szemjon Kotko                                                                     | Mariinszkij                          | Mariinsky             |
|      | Prokofjev: A játékos                                                                         | Mariinszkij                          | Mariinsky             |
|      | Prokofjev: Háború és béke                                                                    | Mariinszkij                          | ArtHaus Musik         |